# Historia de la metalurgia en el subcontinente indio

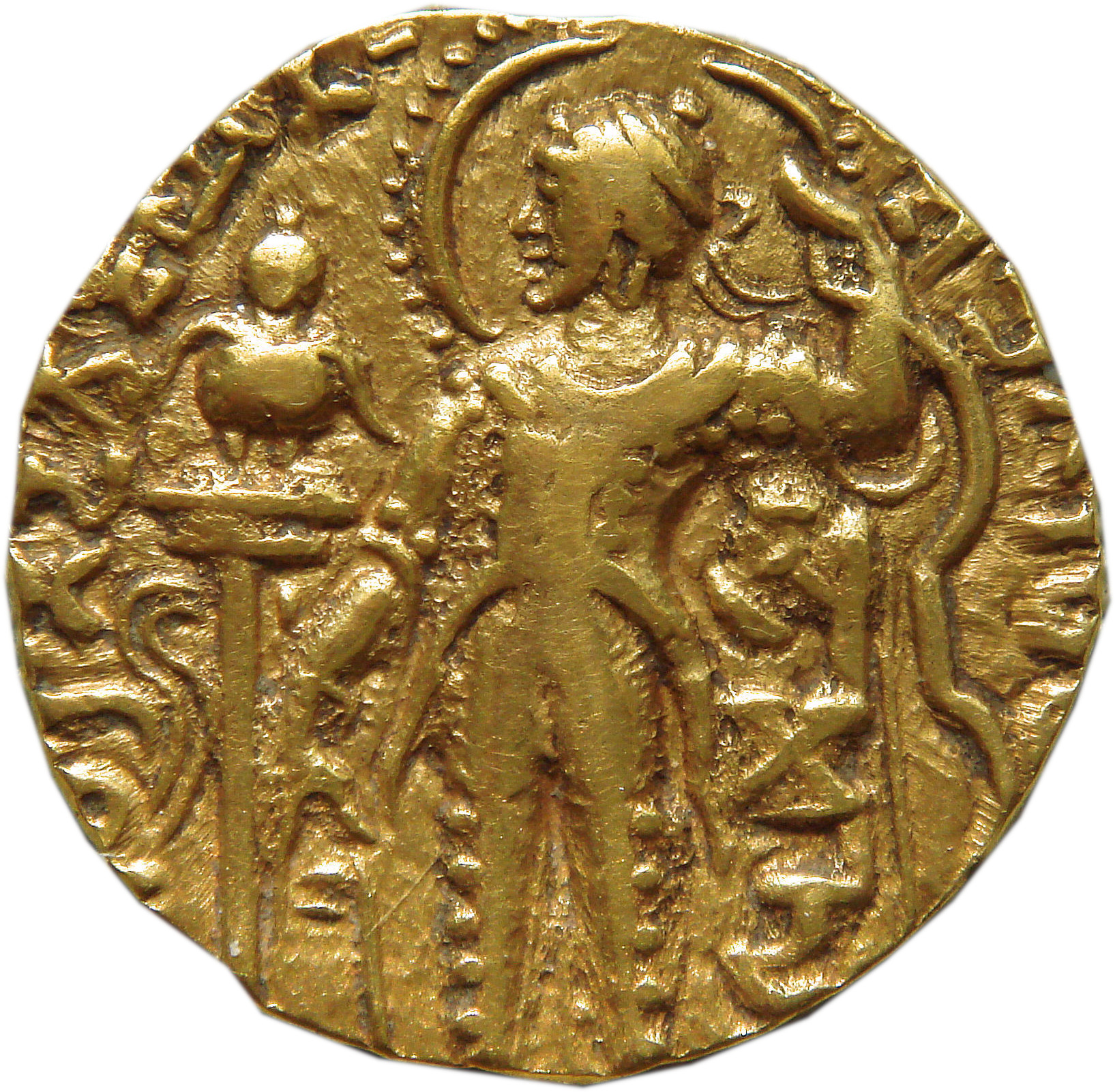
Moneda de Samudragupta (aprox. 350—1375) con la columna de Garuda. British Museum.

La columna de hierro de Delhi (375—413).

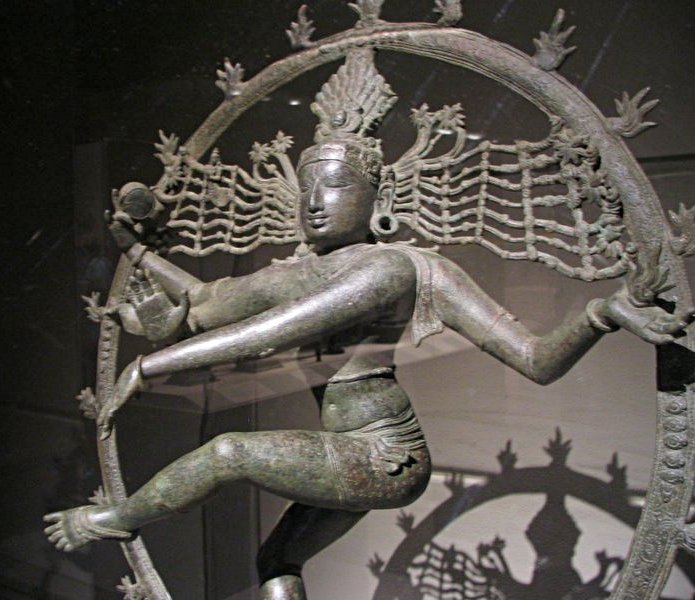
Estatua de Bronce Chola representando a Nataraja en el Metropolitan Museum of Art, Nueva York.

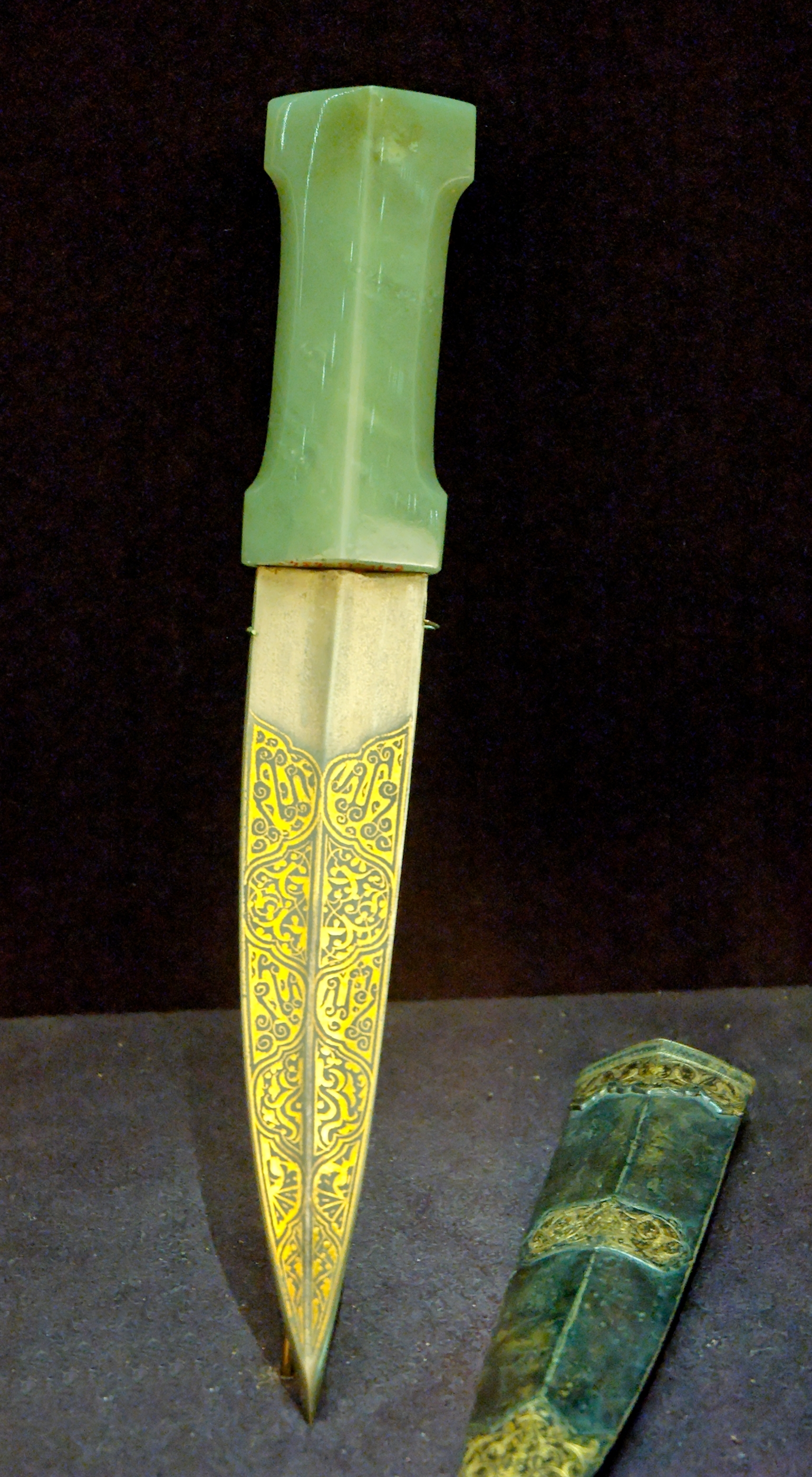
Daga con su funda, India, siglos XVII-XVIII. Hoja: Acero de Damasco con incrustaciones de oro; Empuñadura: jade; Funda: acero con grabados y decoración dorada.

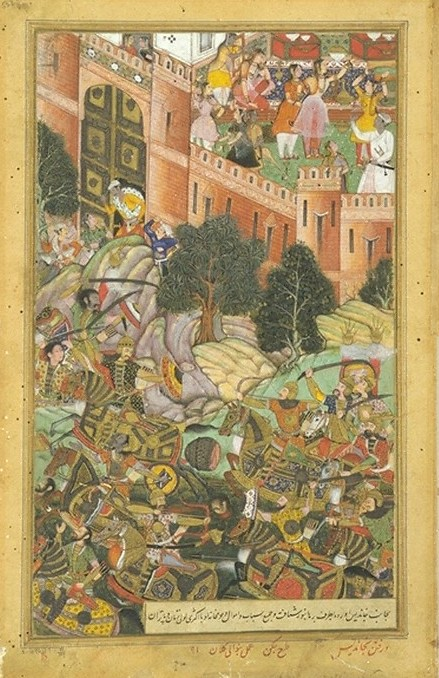
Akbarnama, escrito el 12 de agosto de 1602, representa la derrota de Baz Bahadur de Malwa por las tropas del Imperio mogol, 1561. Los mogoles mejoraron mucho las armas y armaduras de metal utilizadas por sus ejércitos.

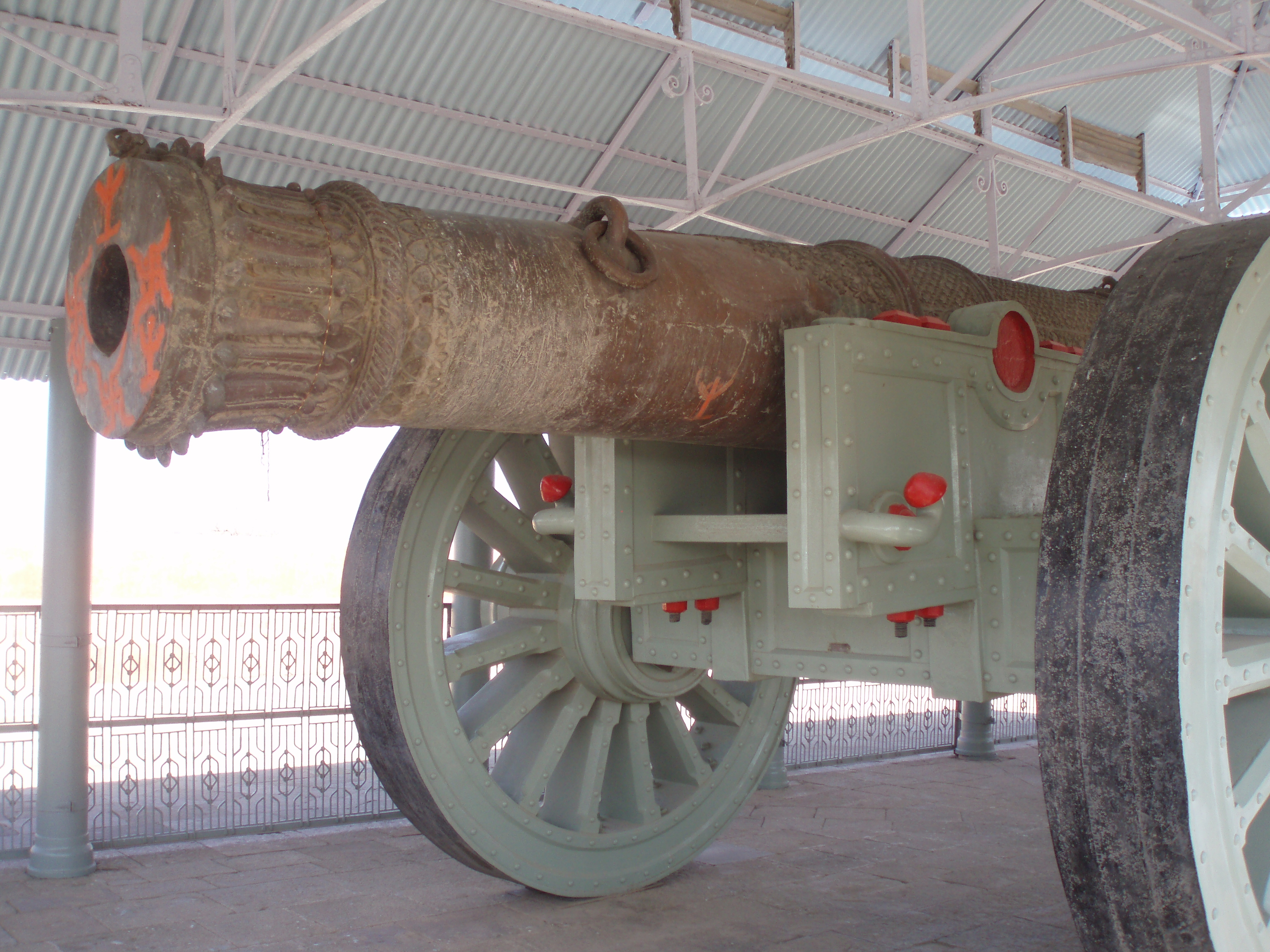
El cañón de Jaivana, un supercañón fundido en 1720 bajo el reinado de Jai Singh II of Amber. Se dice que puede ser el cañón sobre ruedas más grande del mundo.

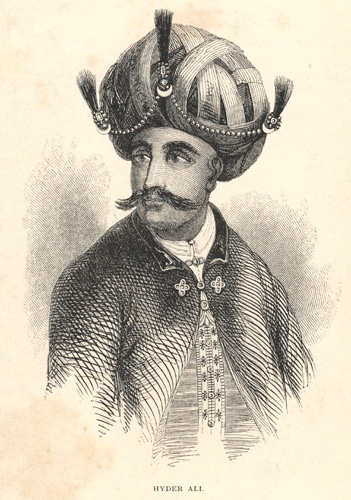
Hyder Ali (aprox. 1722-1782), el gobernante del Reino de Mysore hasta 1782, desarrolló cohetes militares utilizando cilindros de metal para contener el polvo de combustión.

La historia de la metalurgia en el subcontinente indio comenzó durante el segundo milenio a. C. y continuó hasta bien entrado el Raj británico. Los contactos culturales y comerciales de India con el Cercano Oriente y el mundo greco-romano permitieron un intercambio de las ciencias metalúrgicas. Con el advenimiento de los Perso-mongoles, el Imperio mogol de la India (establecimiento: 21 de abril de 1526; terminación: 21 de septiembre de 1857) mejoró aún más la tradición establecida de la metalurgia y el trabajo del metal en la India.
Las políticas imperiales del Raj británico llevaron al estancamiento de la metalurgia en la India pues la minería y la metalurgia británica fueron reguladas por el empleo de la misma que habían hecho anteriormente los gobernantes de la India para construir ejércitos y resistir a Inglaterra durante varias guerras.

## Historia antigua (hasta 200 dC)
Recientes excavaciones en el Valle Medio del  Ganges realizadas por el Rakesh Tewari muestran que la utilización del hierro en la India puede haber comenzado hacia 1800 a. C. En diversos sitios arqueológicos de la India, como Malhar, Dadupur, Raja Nala Ka Tila y Lahuradewa, en el estado de Uttar Pradesh, han aparecido objetos de hierro en el período comprendido entre 1800 a. C. y 1200 a. C. Sahi. (1979:366) ha llegado a la conclusión de que a principios del siglo XIII a. C., se practicaba sin duda la fundición de hierro a gran escala en la India, lo que sugiere que la fecha del período inicial del desarrollo de esta tecnología se puede colocar ya en el siglo XVI a. C..
Algunos de los primeros jotos de hierro encontrados en la India datan del 1400 a. C., según el método de datación por radiocarbono. Entre ellos existen picos, cuchillos, dagas, puntas de flecha, tazones, cucharas, ollas, hachas, cinceles, pinzas, accesorios de puerta, etc, que van desde 600 a. C.-200 a. C. y que han sido descubiertos en varios yacimientos arqueológicos. En el sur de la India (actual Mysore) el hierro apareció ya en siglo XI a. C.-siglo XII antes de Cristo. Estos desarrollos fueron demasiado tempranos para considerar que hubo cualquier contacto significativo con el noroeste del país. Algunos yacimientos se remontan hasta 2300 a. C. Han sido recuperadas algunas espadas en hallazgos arqueológicos en toda la región del Ganges y el Yamuna-Doab de la India, que están fabricados en bronce, pero más habitualmente son de cobre. Diversos especímenes han sido descubiertos en Fatehgarh, donde aparecen diversos tipos de empuñaduras. Estas espadas han sido datadas en diversas fechas en los períodos entre 1700-1400 aC, pero probablemente fueron utilizadas más ampliamente durante los primeros siglos del primer milenio a. C.
El comienzo del primer milenio a. C. fue testigo de una amplia evolución en la metalurgia del hierro en la India. El avance tecnológico y el dominio de la metalurgia del hierro se logró durante este período de asentamientos pacíficos. El periodo comprendido entre los años 322 aC  y 185 aC registró varios avances realizados en la tecnología aplicada.
Tal vez ya en 300 aC, aunque sin duda en el 200 aC, se estaba produciendo acero de alta calidad  en el sur de la India siguiendo un método que los europeos más tarde llamarían la técnica del crisol. Siguiendo este sistema, se mezclaban en un crisol hierro forjado de gran pureza, carbón y vidrio, y se calentaba hasta que el hierro fundido absorbía el carbono. El primer acero al crisol fue el acero wootz que se originó en la India antes del inicio de la era cristiana. El acero wootz fue ampliamente exportado y se comercializó por la antigua Europa, China, el mundo árabe, y gozó de particular fama en el Oriente Medio, donde se hizo conocido como acero de Damasco. Las evidencias arqueológicas sugieren que este proceso de fabricación ya existía en el sur de la India mucho antes de la era cristiana.
Las minas de zinc de Zawar, cerca de Udaipur, Rajasthan, estuvieron activas desde el año 400 a. C. Hay referencias de los usos medicinales del zinc en el Charaka Samhita (300 aC). El Rasaratna Samuccaya (800 dC) explica la existencia de dos tipos de minerales de zinc metálico, uno de los cuales es ideal para la extracción del metal, mientras que el otro se utiliza para fines medicinales. El Periplus Maris Erythraei menciona las armas de hierro y acero indio que se exportaban desde la India hasta Grecia.

## De 200 dC a principios de la Era Moderna
La primera columna de hierro del mundo fue el pilar de hierro de Delhi -erigida en los tiempos de Chandragupta II Vikramaditya (años 375 a 413). Las espadas fabricadas en los talleres de la India aparecen mencionadas por escrito en la obra de Muhammad al-Idrisi (floreció en 1154). Las espadas indias de acero de Damasco fueron llevadas hacia Persia. Algunos eruditos europeos del siglo XIV estudiaron la tecnología de fundición y la metalurgia india.
La metalurgia india bajo el emperador mogol Akbar (reinó en 1556-1605) produjo excelentes armas de fuego pequeñas. Gommans (2002) sostiene que las pistolas de los mogoles eran más fuertes y más precisas que sus homólogas europeas.
Srivastava y Alam (2008) formularon comentarios sobre monedas indias del imperio Mogol (fundado el 21 de abril de 1526 y terminado el 21 de septiembre de 1857) durante el régimen de Akbar):

Akbar reformó la moneda mogola para hacer de ella una de las más conocidas de su tiempo. El nuevo régimen tenía un sistema monetario trimetálico (plata, cobre y oro) en pleno funcionamiento, con un sistema abierto de acuñación en la que cualquiera que estuviese dispuesto a pagar los gastos de acuñación podría traer metal o una moneda antigua o extranjera a la ceca y acuñarla. Todos los intercambios monetarios, sin embargo, se expresaban en monedas de cobre en tiempo de Akbar. En el siglo XVII, con motivo de la afluencia de plata procedente del Nuevo Mundo, la rupia de plata con nuevas denominaciones fraccionarias sustituyó a la moneda de cobre como medio común de circulación. El objetivo de Akbar era establecer una moneda uniforme en todo su imperio; algunas monedas del antiguo régimen y de los reinos regionales también continuaron.

Las estatuas de Nataraja y Vishnu se fundieron durante el reinado de la imperial dinastía Chola (200-1279) en el siglo noveno. El material podría ser una mezcla de cinco metales: cobre, zinc, estaño, oro y plata.
Considerada una de las hazañas más notables de la metalurgia, el globo celeste sin fisuras fue inventado en Cachemira por Ali Kashmiri ibn Luqman en 998 AH (1589-1590 dC), y otros veinte globos similares fueron realizados posteriormente en Lahore y Cachemira durante el Imperio mogol. Antes de ser redescubiertos en la década de 1980, los metalúrgicos modernos creían que sería técnicamente imposible producir globos metálicos sin costuras, incluso con la tecnología moderna. Estos metalúrgicos mogoles fueron pioneros en el moldeo a la cera perdida con el fin de producir estos globos.

## Época colonial británica y República de la India
En The New Cambridge History of India: Science, Technology and Medicine in Colonial India, el estudioso David Arnold examina el efecto del Raj británico sobre la minería y la metalurgia de la India:

Con la excepción parcial del carbón, la competencia extranjera, con la ayuda de la ausencia de barreras arancelarias y la falta de innovación tecnológica, frenó el desarrollo de la minería y la tecnología de la metalurgia en la India hasta el siglo XX. La naturaleza relativamente rudimentaria, intensiva en mano de obra, de las técnicas mineras supervivientes contribuyeron a la falsa impresión de que la India estaba pobremente dotada en recursos minerales o que habían estado inaccesibles o que eran difíciles y poco rentables de trabajar. Pero el destino de la minería y la metalurgia se vio afectada por los políticos, así como por consideraciones económicas y tecnológicas.

Los rushers fueron cosncientes de que el trabajo del metal había supuesto un apoyo a los poderes indígenas en el pasado a través de la producción de armas y municiones, y, al igual que presentó una Ley de Armas en 1878 para restringir el acceso de la India a las armas de fuego, también trató de limitar la capacidad de la India de extraer y trabajar metales que podrían ser usados en futuras guerras y rebeliones. Este fue especialmente el caso de Rajastán, una región rica en metales. En la década de 1820 James Tod consideró que las minas de Mewar fueron uno de los medios que habían permitido a sus amos mantener una lucha tan larga contra el poder superior, y elevar las magníficas estructuras que hacían honor a los reinos occidentales más potentes. La habilidad india en el difícil arte de la fundición de cañones realizados en bronce hicieron de la artillería india un adversario formidable desde el reino de Akbar a las guerras de Maratha y los Sij, 300 años después. Pero en el siglo XIX la mayoría de las minas de Rajasthan habían sido abandonadas: la casta de los mineros fue "extinguida".

Durante el período de la Compañía, como los adversarios militares fueron eliminados y se extinguieron los estados principescos, la capacidad local para extraer metales y trabajarlos sufrió una constante erosión. Tan tarde como en la Rebelión de 1857, la minería del plomo para la munición de los Ajmer era percibida como una amenaza que los británicos ya no tolerarían y las minas fueron cerradas.

Los primeros cohetes incendiarios de hierro acorazado y de cilindro metálico habían sido desarrollados por el Sultán Fateh Ali Tipu, príncipe del Reino de Mysore al sur de la India, y su padre Hyder Ali, en la década de 1780. Se utilizaron con éxito estos cohetes acorazados contra las fuerzas superiores de la Compañía Británica de las Indias Orientales durante las Guerras Anglo-Mysore.